# Anton Salétros
Anton Salétros, né le 12 avril 1996 à Stockholm en Suède, est un footballeur international suédois qui évolue au poste de milieu central au l'AIK Solna.

## Biographie
Anton Salétros est né en Suède à Stockholm d'un père d'origine hongroise et d'une mère suédoise.

### Débuts en professionnel
Anton Salétros est formé dans le modeste club de Enskede IK (en), il rejoint l'AIK Solna en 2009 et y poursuit sa formation. Il est nommé talent de l'année en 2011 chez les jeunes de l'AIK. C'est avec ce club qu'il découvre également le niveau professionnel. Il joue son premier match le 16 avril 2014, lors d'une rencontre de championnat à l'extérieur contre le Djurgårdens IF. Un match gagné 2-3 par l'AIK. Le 25 avril 2016 il est titulaire lors de la victoire de son équipe contre IF Elfsborg, il s'illustre en marquant son premier but, qui permet à son équipe de gagner 2-1.
En 2017, il est prêté au club hongrois de l'Újpest FC mais ne joue pas beaucoup.
Il fait son retour à l'AIK pour la saison 2018 et joue la moitié de la saison avant d'être transféré en Russie. Malgré son départ, l'AIK Solna finit en tête du championnat national et il est titré champion de Suède 2018.

### Rostov
Anton Saléros est recruté par le FK Rostov en juillet 2018. Le 5 août de la même année il fait ses débuts dans le championnat russe en participant à la victoire 0-1 contre le CSKA Moscou en étant titularisé.

### Retour à l'AIK
Il fait son retour à l'AIK Solna sous forme de prêt en début d'année 2019.

### Sarpsborg 08
Le 14 février 2020 il est à nouveau prêté, cette fois au club norvégien du Sarpsborg 08. Il joue son premier match sous ses nouvelles couleurs le 16 juin 2020 contre le Vålerenga Fotball. Il est titulaire lors de cette rencontre perdue par son équipe (0-1).
Le 5 octobre 2020, Salétros s'engage définitivement avec le Sarpsborg 08. Il inscrit son premier but pour Sarpsborg le 8 novembre 2020, lors d'une rencontre de championnat face à l'IK Start. Son équipe s'incline toutefois par trois buts à deux ce jour-là.

### SM Caen
Le 2 janvier 2023, Anton Salétros s'engage avec le Stade Malherbe Caen, actuellement pensionnaire de Ligue 2. Il joue son premier match contre Laval en Ligue 2, le 28 janvier. Une semaine plus tard, il marque son premier but pour Caen lors du match face à Bastia en reprenant une frappe mal repoussée de Bilal Brahimi, match au cours duquel il délivre également sa première passe décisive pour Alexandre Mendy sur un coup franc.

### Second retour à l'AIK
Le 8 juillet 2023, après seulement six mois à Caen, Anton Salétros fait son retour à l'AIK Solna. Il signe un contrat courant jusqu'en décembre 2026.
Salétros marque son premier but depuis son retour le 7 octobre 2023 face au Mjällby AIF, en championnat. Il donne la victoire à son éuqipe en étant l'unique buteur de la rencontre.

### En sélection nationale
Avec les moins de 17 ans, il participe au championnat d'Europe des moins de 17 ans en 2013. Lors de cette compétition, il fait quatre matchs. La Suède s'incline en demi-finale face à la Russie après une séance de tirs au but. Il dispute quelques mois plus tard la Coupe du monde des moins de 17 ans organisée aux Émirats arabes unis. Lors du mondial junior, il joue sept matchs. Il marque un but lors du premier match face à l'Irak, puis délivre une passe décisive face au Nigeria. Il récidive en quart de finale avec une nouvelle passe décisive face au Honduras. La Suède se classe troisième du mondial.
Avec les moins de 19 ans, il délivre deux passes décisives face à la Bulgarie en octobre 2014. À deux reprises, il officie comme capitaine de cette sélection.
Anton Salétros honore sa première sélection avec l'équipe de Suède espoirs contre l'Albanie le 16 juin 2015, un match victorieux pour les Suédois qui s'imposent par 4 buts à 1. Le 5 septembre 2017, il délivre une passe décisive contre Chypre. Un mois plus tard, il récidive en délivrant une nouvelle passe décisive face à la Belgique.
En 2020, il joue son premier match avec l'équipe de Suède A. Il est appelé par le sélectionneur Janne Andersson pour une tournée de deux matchs au Qatar. Cette tournée étant organisée en janvier, les joueurs appelés font partie des championnats nordiques, arrêtés pendant l'hiver. Il reste sur le banc pour la première rencontre contre la Moldavie mais joue la totalité de la deuxième face au Kosovo.

## Statistiques

### Parcours professionnel
| Saison                | Club                  | Championnat           | Championnat | Championnat | Championnat | Coupe(s) nationale(s) | Coupe(s) nationale(s) | Coupe(s) nationale(s) | Compétition(s) continentale(s) | Compétition(s) continentale(s) | Compétition(s) continentale(s) | Compétition(s) continentale(s) | Total | Total | Total |
| Saison                | Club                  | Division              | M.          | B.          | P.d.        | M.                    | B.                    | P.d.                  | Comp.                          | M.                             | B.                             | P.d.                           | M.    | B.    | P.d.  |
| 2014                  | AIK Solna             | Allsvenskan           | 15          | 0           | 0           | 1                     | 0                     | 0                     | C3                             | 4                              | 0                              | 0                              | 20    | 0     | 0     |
| 2015                  | AIK Solna             | Allsvenskan           | 20          | 0           | 1           | 2                     | 1                     | 1                     | C3                             | 4                              | 0                              | 0                              | 26    | 1     | 2     |
| 2016                  | AIK Solna             | Allsvenskan           | 19          | 1           | 1           | 4                     | 0                     | 0                     | C3                             | 5                              | 0                              | 0                              | 28    | 1     | 1     |
| 2017                  | AIK Solna             | Allsvenskan           | 10          | 0           | 0           | 0                     | 0                     | 0                     | C3                             | 5                              | 0                              | 0                              | 15    | 0     | 0     |
| 2017-2018             | Ujpest FC (prêt)      | OTP Liga              | 5           | 0           | 0           | 1                     | 0                     | 0                     | -                              | -                              | -                              | -                              | 6     | 0     | 0     |
| 2018                  | AIK Solna             | Allsvenskan           | 12          | 3           | 4           | 2                     | 0                     | 0                     | -                              | -                              | -                              | -                              | 14    | 3     | 4     |
| Sous-total            | Sous-total            | Sous-total            | 81          | 4           | 6           | 10                    | 1                     | 1                     | -                              | 18                             | 0                              | 0                              | 109   | 5     | 7     |
| 2018-2019             | FK Rostov             | Premier Liga          | 6           | 0           | 0           | 3                     | 1                     | 0                     | -                              | -                              | -                              | -                              | 9     | 1     | 0     |
| 2019                  | AIK Solna (prêt)      | Allsvenskan           | 26          | 2           | 2           | 5                     | 0                     | 2                     | C1+C3                          | 4+4                            | 0                              | 1+1                            | 39    | 2     | 6     |
| Sous-total            | Sous-total            | Sous-total            | 32          | 2           | 2           | 8                     | 1                     | 2                     | -                              | 8                              | 0                              | 2                              | 48    | 3     | 6     |
| 2020                  | Sarpsborg 08 (prêt)   | Eliteserien           | 10          | 0           | 2           | -                     | -                     | -                     | -                              | -                              | -                              | -                              | 10    | 0     | 2     |
| 2020                  | Sarpsborg 08          | Eliteserien           | 9           | 1           | 2           | -                     | -                     | -                     | -                              | -                              | -                              | -                              | 9     | 1     | 2     |
| 2021                  | Sarpsborg 08          | Eliteserien           | 26          | 3           | 7           | 3                     | 2                     | 0                     | -                              | -                              | -                              | -                              | 29    | 5     | 7     |
| 2022                  | Sarpsborg 08          | Eliteserien           | 28          | 5           | 7           | 2                     | 0                     | 0                     | -                              | -                              | -                              | -                              | 30    | 5     | 7     |
| Sous-total            | Sous-total            | Sous-total            | 73          | 9           | 18          | 5                     | 2                     | 0                     | -                              | -                              | -                              | -                              | 78    | 11    | 18    |
| 2022-2023             | SM Caen               | Ligue 2               | 15          | 1           | 1           | -                     | -                     | -                     | -                              | -                              | -                              | -                              | 15    | 1     | 1     |
| 2023                  | AIK Solna             | Allsvenskan           | 16          | 1           | 5           | 1                     | 0                     | 0                     | -                              | -                              | -                              | -                              | 17    | 1     | 5     |
| Sous-total            | Sous-total            | Sous-total            | 31          | 2           | 6           | 1                     | 0                     | 0                     | -                              | -                              | -                              | -                              | 32    | 2     | 6     |
| Total sur la carrière | Total sur la carrière | Total sur la carrière | 217         | 17          | 32          | 24                    | 4                     | 3                     | -                              | 26                             | 0                              | 2                              | 267   | 21    | 37    |

### Liste des matches internationaux
| Matches internationaux d'Anton Salétros | Matches internationaux d'Anton Salétros | Matches internationaux d'Anton Salétros | Matches internationaux d'Anton Salétros | Matches internationaux d'Anton Salétros | Matches internationaux d'Anton Salétros | Matches internationaux d'Anton Salétros |
|                                         | Date                                    | Lieu                                    | Adversaire                              | Résultats                               | Compétitions0                           |                                         |
| --------------------------------------- | --------------------------------------- | --------------------------------------- | --------------------------------------- | --------------------------------------- | --------------------------------------- | --------------------------------------- |
| 1.                                      | 12 janvier 2020                         | Al-Ahly Stadium, Doha, Qatar            | Kosovo                                  | 1 - 0                                   | Match amical                            | Titulaire.                              |

## Palmarès
AIK Solna
- Champion de Suède
  - 2018.
- Vice-champion de Suède
  - 2013, 2016 et 2017.